# 大子町
大子町（日语：／ Daigo machi */?）是位于茨城縣西北部，以日本三大瀑之一「袋田瀑布」而聞名的一町。

## 隣接的自治區
- 福島縣
  - 東白川郡矢祭町、棚倉町
- 栃木縣
  - 大田原市
  - 那須郡那珂川町
- 茨城縣
  - 常陸太田市
  - 常陸大宮市

## 历史
- 1602年（慶長7年）10月10日 小生瀨村（現在的大子町生瀨）發生農民暴動（一揆）。（参考：飯嶋和一『神無き月十番目の夜』（河出書房新社、1997年））

- 1889年4月1日 施行町村制，設置慈郡大子村、依上村、黑澤村、宮川村、袋田村、生瀨村、上小川村、下小川村、諸富野村。
- 1890年7月3日 佐原村自依上村切割獨立設置。
- 1891年7月20日 大子村改制為大子町。
- 1955年2月11日 諸富野村的一部份編入下小川村。
- 1955年3月31日 大子町、宮川村、黑澤村、依上村、佐原村、袋田村、生瀨村、上小川村及下小川村之一部合併，成為現在的轄區。